# Borghild Olavsdotter
Borghild Olavsdotter var frilla till norske kung Sigurd Jorsalafarare och mor till kung Magnus Sigurdsson.
Borghild var dotter till rik storbonde och lärde känna Sigurd under ett av hans besök en vinter i Sarpsborg, där hon och hennes bror presenterades för honom  av deras far. Borghild och Sigurd tillbringade så mycket tid tillsammans att det gick rykten om att de hade ett förhållande. Borghild blev illa berörd av ryktet och beslöt att genomgå en ordal för att bevisa att ryktena var osanna. Hon lyckades med ordalen genom järnbörd. Då Sigurd fick höra talas om saken, begav han sig genast till henne och tog henne till frilla. Paret fick cirka 1115 en son, Magnus, som 1130 skulle efterträda Sigurd på tronen. Det är inte känt om Sigurd avslutade relationen med Borghild efter sitt giftermål med Malmfrid av Kiev cirka 1116. 